# Тихана Лазовић
Тихана Лазовић Трифуновић (Задар, 1990) је хрватска глумица. Живи и ради на релацији Загреб-Београд.

## Биографија
Рођена је у Задру 1990. године. Отац Миљенко Лазовић био је голман НК Задра, НК Ријеке и НК Истре, мајка Гордана је професорка италијанског и енглеског, а старија сестра Тајана Лазовић је музичарка и професорка клавира. Дипломирала је на Академији драмске умјетности у Загребу. Пре глуме, свирала је клавир и желела је постати пијанисткиња. Наступала је у бенду "Тихана и татини синови".
Награђена је Златном ареном за најбољу дебитанткињу за своју улогу у филму "Шути" Лукаса Ноле, а освојила је и Златну арену за најбољу глумицу за улогу у филму "Звиздан" Далибора Матанића, који је освојио награду жирија за најбољи филм у категорији "Известан поглед" на филмском фестивалу у Кану 2015. године.
Тихана Лазовић представљена је на свечаности у Берлину у склопу пројекта "Еuropean Shooting Stars 2016"  којим се сваке године на Берлиналеу представљају младе европске глумачке наде. У склопу "Еuropean Shooting Stars" већ су 2010. и 2011. биле представљене хрватске глумице Зринка Цвитешић и Марија Шкаричић.
Играла је улогу новинарке Тене Латиновић у серији "Новине".
Наступила је у великом броју позоришних представа.
У августу 2022. године удала се за колегу и дугогодишњег партнера Бранислава Трифуновића ког је упознала на снимању прве сезоне серије Тајкун где је тумачила једну од главних улога. После улоге у овој серији, Тихана је све чешће ангажована у Србији где и живи са својим супругом али и даље снима пројекте у Хрватској.

## Филмографија
| Год.       | Назив                  | Улога          |
| ---------- | ---------------------- | -------------- |
| 2014.      | Стипе у гостима        | Дора           |
| 2015.      | Црно-бијели свијет     | Ната           |
| 2016.      | Арета                  | Арета          |
| 2016-2020. | Новине                 | Тена Латиновић |
| 2018.      | Јутро ће променити све | Инес           |
| 2020.      | Тајкун                 | Ксенија        |
| 2021.      | Подручје без сигнала   | Липша          |

### Филмови
| Год.  | Назив                                                   | Улога                    |
| ----- | ------------------------------------------------------- | ------------------------ |
| 2012. | Мушице, крпељи и пчеле (кратки филм)                    | Јосипа                   |
| 2012. | Сниг" (кратки филм)                                     | Kћер                     |
| 2013. | Свештеникова деца                                       | Девојка која свира трубу |
| 2013. | Шути                                                    | 2013                     |
| 2015. | Звиздан                                                 | Јелена/Наташа/Марија     |
| 2015. | "Загребачке приче Вол. 3 (сегмент "Празник демокрације) | Тихана                   |
| 2016. | Са оне стране)                                          | Јадранка                 |
| 2017. | Опет унедоглед" (кратки филм))                          | Она                      |
| 2012. | Мушице, крпељи и пчеле (кратки филм)                    | Јосипа                   |
| 2019. | Алекси                                                  | Алекси                   |
| 2019. | Јужно воће" (кратки филм)                               | Инес                     |
| 2019. | Зора                                                    | Ика                      |